# Andrey Belousov
Andrey Removich Belousov (em russo: Андре́й Рэ́мович Белоу́сов) pronúncia russa: [ɐnˈdrʲej rɛməvɪt͡ɕ bʲɪɫɑˈʊsəf] é um economista e político russo, que atualmente serve como Ministro da Defesa para o presidente Vladimir Putin desde maio de 2024. Anteriormente também ocupou o cargo de como Primeiro Vice-primeiro ministro de 2020 a 2024. Anteriormente, ele foi Assistente do Presidente da Rússia e Ministro do Desenvolvimento Econômico.
Ele possui a classificação de Servidor Civil de Estado Federal de 1ª classe e Conselheiro Ativo do Estado da Federação Russa.
Belousov atuou brevemente como Primeiro Ministro interino da Rússia em abril e maio de 2020, após Mikhail Mishustin contrair COVID-19.

## Inicio da vida e educação
Belousov nasceu em Moscou em 17 de março de 1959. Ele estudou economia na Universidade Estadual de Moscou e se formou com honras em 1981.

## Carreira

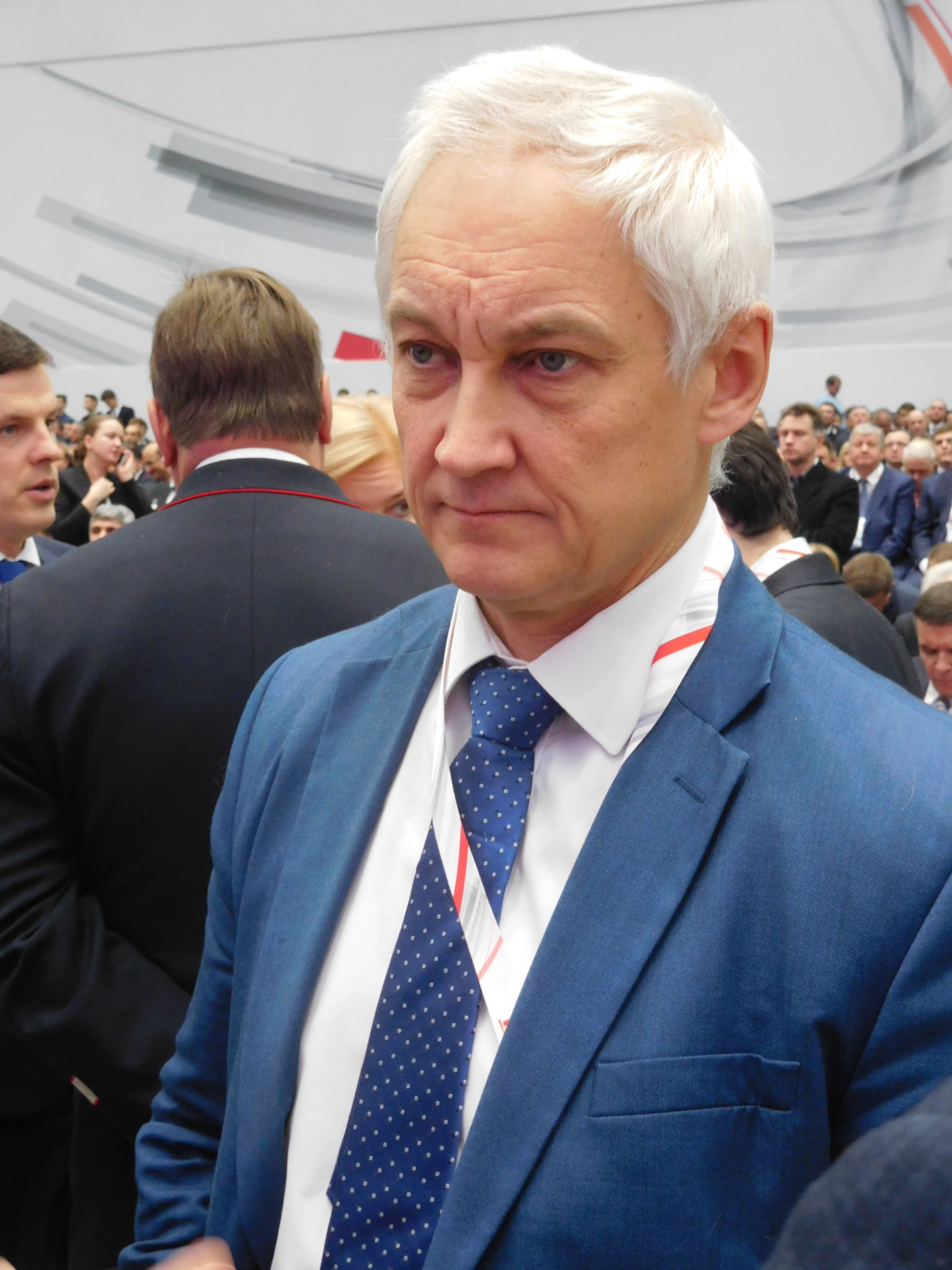
Andrey Belousov no Congresso dos Ferroviários em 29 de novembro de 2017.

De 1981 a 1986, Belousov foi pesquisador em treinamento e depois pesquisador júnior no laboratório de simulação de sistemas homem-máquina do Instituto Central de Economia e Matemática. De 1991 a 2006, ele foi chefe de laboratório no Instituto de Previsão Econômica da Academia Russa de Ciências. Ele foi conselheiro externo do primeiro-ministro de 2000 a 2006. Em seguida, ele serviu como vice-ministro do desenvolvimento econômico e do comércio por dois anos, de 2006 a 2008.
De 2008 a 2012, ele foi diretor do departamento de finanças e economia no escritório do Primeiro Ministro da Rússia. Em 21 de maio de 2012, ele foi nomeado Ministro do Desenvolvimento Econômico no gabinete liderado pelo primeiro-ministro Dmitry Medvedev, sucedendo Elvira Nabiullina.
Em 24 de junho de 2013, ele foi nomeado como Assistente Presidencial para Assuntos Econômicos.
Em 21 de janeiro de 2020, Belousov foi nomeado Primeiro Vice-Primeiro Ministro da Rússia no Gabinete de Mikhail Mishustin. De 30 de abril a 19 de maio de 2020, Belousov foi nomeado por Vladimir Putin como Primeiro Ministro interino da Rússia, substituindo temporariamente Mikhail Mishustin, que havia sido diagnosticado com coronavírus. Segundo a Politico, ele é um possível sucessor do presidente Vladimir Putin.
Em 2022, a União Europeia impôs sanções a Andrey Belousov em relação à invasão russa à Ucrânia em 2022, seguido pelos Estados Unidos, Japão e Nova Zelândia.
Em 12 de maio de 2024, o Presidente Putin nomeou Belousov como Ministro da Defesa, substituindo Sergei Shoigu, a partir de 14 de maio de 2024.